# 25798 Reneeschaaf
25798 Reneeschaaf è un asteroide della fascia principale. Scoperto nel 2000, presenta un'orbita caratterizzata da un semiasse maggiore pari a 2,8033359 UA e da un'eccentricità di 0,0420322, inclinata di 1,44282° rispetto all'eclittica.